# Alexandra Schmitt
Pour les articles homonymes, voir Schmitt.
Alexandra Schmitt (aussi Schmidt), née à Fribourg-en-Brisgau le 30 janvier 1861 et morte à une date inconnue mais après juin 1938, probablement à Berlin, est une actrice allemande.

## Biographie
Alexandra Schmitt naît dans une famille active dans le domaine théâtral et monte à l'âge de trois ans sur la scène du Hoftheater de Stuttgart, où son père était directeur. Elle déménage avec ses parents dans plusieurs villes, dont Brême et Königsberg.
Peu de temps après le début du XXe siècle, elle vit à Berlin, où elle joue pendant six ans au Staatstheater, puis au Deutsches Theater, au théâtre Lessing, au Schillertheater et au Volksbühne. Dans les années 1910, elle monte sa propre troupe aux environs de Berlin et les tournées l’amènent notamment à Bromberg, à Thorn (actuellement Thorun) et à Magdebourg.
Le metteur en scène Jürgen Fehling (de) lui donne le rôle de Mutter Pius dans Die Wupper de Else Lasker-Schüler. Elle tient aussi le rôle de Frigga dans Die Nibelungen au Deutsches Theater. Elle monte sur les planches jusqu'en 1935.
À partir de 1927, elle joue également au cinéma où elle a plusieurs rôles de mères qui expriment leur souffrance. Sa plus grande interprétation date de 1929, où elle tient le rôle de mère Krausens dans L'Enfer des pauvres (Mutter Krausens Fahrt ins Glück) de Phil Jutzi. La dernière référence connue d'Alexandra Schmitt date de juin 1938.

## Filmographie
- 1927 : Pique Dame[1]
- 1927 : Kleinstadtsünder
- 1928 : Hände hoch, hier Eddy Polo (en)
- 1928 : Lotte
- 1928 : Unter der Laterne (de)
- 1928 : Le Drame du Mont-Cernin (Der Kampf ums Matterhorn (de))
- 1929 : Das brennende Herz
- 1929 : Tagebuch einer Kokotte (en)
- 1929 : Der Ruf des Nordens (de)
- 1929 : Frühlingsrauschen (de)
- 1929 : L'Enfer des pauvres (Mutter Krausens Fahrt ins Glück) : mère Krause
- 1931 : Ihre Majestät die Liebe (de)
- 1932 : Galgenhumor (de) (court métrage)
- 1933 : Flucht nach Nizza (en)
- 1934 : Mutter und Kind (de)